# Średnica Biełorussko-Sawiołowska
Średnica Biełorussko-Sawiołowska (ros. Белорусско-Савёловский диаметр) – trasa moskiewskich centralnych średnic oznaczana symbolem D1 i kolorem jasnopomarańczowym, mająca 52 km długości i 25 stacji. Linia przebiega przez Łobnię, Dołgoprudnyj, północny, północno-wschodni, centralny i zachodni okręg administracyjny Moskwy oraz przez Odincowo. Otwarcie miało miejsce 21 listopada 2019 roku.

## Lista stacji
| #  | Nazwa (cyrylica)                 | Nazwa (trb. łacińska)              | Możliwe przesiadki (linia) | Możliwe przesiadki (stacja)                                      |
| -- | -------------------------------- | ---------------------------------- | --- | ---------------------------------------------------------------- |
| 1  | Лобня                            | Łobnia                             | – | –                                                                |
| 2  | Шереметьевская                   | Szeremietiewskaja                  | – | –                                                                |
| 3  | Хлебниково                       | Chlebnikowo                        | – | –                                                                |
| 4  | Водники                          | Wodniki                            | – | –                                                                |
| 5  | Долгопрудная                     | Dołgoprudnaja                      | – | –                                                                |
| 6  | Новодачная                       | Nowodacznaja                       | – | –                                                                |
| 7  | Марк                             | Mark                               | – | –                                                                |
| 8  | Лианозово                        | Lianozowo                          | Lublinsko-Dmitrowskaja | Lianozowo                                                        |
| 9  | Илимская (planowana)             | Ilimskaja (planowana)              | |                                                                  |
| 10 | Бескудниково                     | Beskudnikowo                       | |                                                                  |
| 11 | Дегунино                         | Degunino                           | |                                                                  |
| 12 | Окружная                         | Okrużnaja                          | Lublinsko-Dmitrowskaja Moskiewski pierścień centralny                                                                           | Okrużnaja Okrużnaja                                              |
| 13 | Петровско-Разумовская(w budowie) | Pietrowsko-Razumowskaja(w budowie) | Lublinsko-Dmitrowskaja Sierpuchowsko-Timiriaziewskaja Leningradsko-Kazańska średnica                                            | Pietrowsko-Razumowskaja                                          |
| 14 | Тимирязевская                    | Timiriaziewskaja                   | Sierpuchowsko-Timiriaziewskaja Moskiewska kolej jednoszynowa                                                                    | Timiriaziewskaja Timiriaziewskaja                                |
| 15 | Дмитровская(w budowie)           | Dmitrowskaja(w budowie)            | Sierpuchowsko-Timiriaziewskaja Kursko-Riżska                                                                                    | Dmitrowskaja Dmitrowskaja                                        |
| 16 | Савёловская                      | Sawiołowskaja                      | Sierpuchowsko-Timiriaziewskaja Bolszaja Kolcewaja Kałużsko-Niżegorodska średnica                                                | Sawiołowskaja Sawiołowskaja                                      |
| 17 | Белорусская                      | Biełorusskaja                      | Zamoskworieckaja Kolcewaja Kijewsko-Gorkowska średnica                                                                          | Biełorusskaja                                                    |
| 18 | Беговая                          | Biegowaja                          | Tagansko-Krasnopriesnienskaja Kałużsko-Niżegorodska średnica                                                                    | Biegowaja                                                        |
| 19 | Тестовская                       | Testowskaja                        | Filowskaja Sołncewskaja Bolszaja Kolcewaja (Rubliowo-Archangelskaja) Moskiewski pierścień centralny Kijewsko-Gorkowska średnica | Meżdunarodnaja Diełowoj centr Szelepicha Diełowoj centr Kamuszki |
| 20 | Фили                             | Fili                               | Filowskaja | Fili                                                             |
| 21 | Славянский бульвар               | Sławianskij bulwar                 | Arbatsko-Pokrowskaja | Sławianskij bulwar                                               |
| 22 | Кунцевская                       | Kuncewskaja                        | Arbatsko-Pokrowskaja Filowskaja Bolszaja Kolcewaja                                                                              | Kuncewskaja Kuncewskaja                                          |
| 23 | Рабочий Посёлок                  | Raboczyj Posiołok                  | – | –                                                                |
| 24 | Сетунь                           | Setuń                              | – | –                                                                |
| 25 | Немчиновка                       | Niemczynowka                       | – | –                                                                |
| 26 | Сколково                         | Skołkowo                           | – | –                                                                |
| 27 | Баковка                          | Bakowka                            | – | –                                                                |
| 28 | Одинцово                         | Odincowo                           | – | –                                                                |